# Apeadeiro de Maçal do Chão
O Apeadeiro de Maçal do Chão é uma gare da Linha da Beira Alta, que serve a localidade de Maçal do Chão, no Distrito da Guarda, em Portugal. O abrigo de plataforma situava-se do lado sul da via (lado direito do sentido ascendente, a Vilar Formoso).

## História
A Linha da Beira Alta entrou provisoriamente ao serviço em 1 de Julho de 1882, tendo sido totalmente inaugurada em 3 de Agosto do mesmo ano, pela Companhia dos Caminhos de Ferro Portugueses da Beira Alta. Maçal do Chão não constava entre as estações e apeadeiros existentes na linha à data de inauguração, porém, tendo este interface sido criado posteriormente.
Em 1932, a Companhia da Beira Alta construiu uma plataforma nesta interface, então com a categoria de apeadeiro.
A 5 de Agosto de 2018, com a introdução de novos horários pela C.P., os comboios regionais entre Coimbra e a Guarda deixaram de parar no apeadeiro de Maçal do Chão, que ficou sem qualquer serviço ferroviário 